# Lene Grenager
Lene Grenager, född den 9 oktober 1969 i Halden, är en norsk cellist, kompositör och dirigent.
Lene Grenager studerade vid Norges Musikhögskola 1988-93 för cellisten Aage Kvalbein samt för tonsättarna Olav Anton Thommessen och Alfred Janson. Hon spelar bland annat i Affinis ensemble och sedan 1995 i improvisationskvartetten Spunk. Den senare är namngiven efter Pippi Långstrump som letade efter en spunk, en sak som hon inte visste vad det var.. Spunk debuterade 1999 med minialbumet Det eneste jeg vet er at det ikke er en støvsuger.  
Lene Grenager samarbetar med Sofia Jernberg i en duo.

## Verk i urval
- Cellokonsert - 2006[2]
- Zyklus - 1998 - inspelat 2001 av Ametri String Quartet (Aurora ACD 5025)

## Diskografi i urval
- 2009 - Spunk: Kantarell - Rune Grammofon RCD 2085
- 2009 - Crochet (tillsammans med Sofia Jernberg) - Olof Bright ODCD25
- 2009 - Affinis Suite - 3db Records 3DB009
- 2009 - Ute (i en jazzkvartett med John Hegre, Harald Fetveit och Else Olsen) - AIM Sound City AIM128
- 2006 - Slåtter, slag og slark - Euridice Turn Left EUCD032
- 2005 - Spunk: En Aldeles Forferdelig Sykdom - Rune Grammofon RCD 2048